# Ali Boukamoun
Ali Boukamoun (* 1972) ist ein ehemaliger algerischer Skirennläufer.

## Biografie
Boukamoun war er 1997 Mitglied des algerischen Teams bei den Alpinen Skiweltmeisterschaften im italienischen Sestriere. Im Super-G belegte er unter 66 gewerteten Fahrern den vorletzten Platz. Sechs Jahre später trat er bei den Alpinen Skiweltmeisterschaften in St. Moritz noch einmal im Riesenslalom an und wurde unter 83 gewerteten Fahrern wiederum Vorletzter.